# 松元菜々海
松元 菜々海（まつもと ななみ、10月25日 - ）は、日本の女性声優。LEOPARD STEEL所属。鹿児島県出身。

## 略歴
2019年7月14日に自身初の1stアルバム「Listen to my wi!!」をリリース。
インプロ集団「team DICE☆K」の一員。
阿佐ヶ谷アニメストリート内にあるカフェSHIROBACOにてシロバコタマ5の4期生として勤務していた。当時、デカキン（Dekakin）のYouTubeチャンネルの動画に登場している。

## 人物
趣味や特技は楽器(ピアノ、トランペットなど)・歌・側転・手芸。
被服検定1級(洋服、和服)とワープロ検定1級の資格を所有している。
座右の銘は初志貫徹。

## ディスコグラフィ

### 配信限定シングル
|     | 発売日        | タイトル        | 規格                   |
| --- | ------------- | --------------- | ---------------------- |
| 1st | 2018年10月5日 | my growth chime | デジタル・ダウンロード |

### 配信限定アルバム
|     | 発売日        | タイトル          | 規格                   |
| --- | ------------- | ----------------- | ---------------------- |
| 1st | 2019年7月14日 | Listen to my wi!! | デジタル・ダウンロード |

### その他
- 走れ！走れ！プラレール (2018年) - タカラトミー「プラレール」テーマソング（つきか・ななみん 名義） [7]

## 出演

### テレビアニメ
- ありがとう20年、そしてこれからも　(佐々木 遥香役)
- 黒猫モンロヲ　(チクワ役)
- HELLO WORLD
- ロボカーポリー・シーズン4　(リフティ役)
- シャドウバース[8]（2020年、観客、プレイヤー、アナウンス）

### TVCM
東京地下鉄株式会社・株式会社SCRAP (地下謎への招待状2019)
- 岡三オンライン証券　(企業サウンドロゴ・NA)
- タカラトミー　(TVCMソング)
  - モンスターコレクションEX　
  - モンコレキャッチャー

### 舞台
- うみべのクロノス
- CLAP!CLAP!CLAP
- Assort beans vol.5

### ミュージカル
- タイム・フライズ

### ラジオ
- 響 - HiBiKi Radio Station
- 愛理と菜々海と澤潟のれおぱーど・すくーる〜ダメ出し下さい!〜
- れおぱーど・すくーる～Lesson2～
- 立花子&悠里&亜咲花のシェアラジオ　(ゲスト出演)

### その他
- 株式会社いなほPVナレーション（2020年）

## 外部サイト
- Twitter - 松元菜々海＊#りすうぃる
- SHOWROOM - 声優の卵丼屋♪松元菜々海。
- 芸能プロダクション LEOPARD STEEL
- teamDICE☆K